# Dressleria bennettii
Dressleria bennettii là một loài thực vật có hoa trong họ Lan. Loài này được H.G.Hills & Christenson mô tả khoa học đầu tiên năm 1995.